# Скрипово (Порховский район)
Скрипово — деревня в Порховском районе Псковской области. Входит в состав сельского поселения «Славковская волость».
Расположена в западной части района, в 5 км к северо-востоку от волостного центра, села Славковичи и в 34 км к юго-западу от районного центра, города Порхов.

## Население
Численность населения деревни на 2000 год составляла 110 жителей.